# 던다스역
던다스역 (Dundas Station)은 토론토 지하철 1호선 영-유니버시티선의 지하철역으로, 토론토 시내 중심가인 영과 던다스 스트리트에 있다. 2018년 기준 던다스역은 8번째로 가장 바쁜 지하철역으로 관광 명소와 라이어슨 대학교를 끼고 있다. 그럼에도 불구하고 1954년 개장 이후 1980년에 리모델링을 거치고 바뀐 점이 없이 오늘날까지 이어져오고 있다.

## 역사

### 던다스 스트리트 역사
던다스 스트리트는 어퍼캐나다의 첫 총독이였던 존 그레이브스 심코의 명령에 따라 어거스터스 존스가 오늘날의 던다스 계곡을 따라 군사로를 측량한 데에서 시작되었다. 도로가 새로운 마을로 이어지면서 서쪽 연선을 따라 개발이 이루어졌다. 마을 이름은 1791년부터 1801년까지 영국의 내무부 장관을 역임하였던 헨리 던다스의 이름을 따서 지어졌다. 던다스로 이어지는 도로 또한 그의 이름을 따서 지어졌다.
이 도로는 이후 요크 (오늘날의 토론토)까지 이어졌으며 1796년에는 올드밀 로드에 있는 험버강까지 이어졌다. 1800년 지도에 따르면 던다스 스트리트를 동쪽으로 영 스트리트까지 이을 계획이였지만 험버강에 다리를 놓지 않고서는 도로를 계속 이을 수는 없었다. 이후 1812년 전쟁이 발발하여 어퍼캐나다 정부는 요크와 그 서쪽에 있는 정착지를 잇는 도로를 하루빨리 지어야했다. 던다스 스트리트는 블루어 연선의 질퍽거리는 토지 대신에 계속 직진하였고 오늘날의 올드 던다스 스트리트가 있는 곳까지 험버강을 따라 다리가 놓였다. 던다스는 이후 오싱턴 애비뉴에서 급 우회전을 하고 롯 스트리트 (오늘날의 퀸 스트리트)까지 이어졌다.
이 도로 배치는 20세기 초반까지 이어졌는데, 토론토시 당국은 시내를 지나는 더 많은 주요 도로가 필요함을 느끼고 던다스 스트리트를 오싱턴에서 영까지 기존의 주택가를 따라 연장하기로 하였다. 던다스를 따라 배서스트에서 오싱턴까지는 아서 스트리트를 따라 이미 노면 전차 선로가 놓여있었고 아서 노면전차 노선이 운행중이였다. 아서는 1920년에 던다스로 개명되었고 1911년 5월 9일에는 아서 노면전차가 던다스로 개명되었다.
다음은 배서스트에서 매콜까지 이어지는 세인트패트릭 스트리트의 차례였는데, 1912년까지만 해도 노면전차가 운행하지 않았던 이 도로는 1916년에 토론토 교통국이 배서스트에서 매콜까지 노면전차 선로를 놓고 이후 동쪽으로 앤더슨 (매콜 - 유니버시티)과 애그니스 (유니버시티 - 영)를 따라 테롤리 (오늘날의 베이 스트리트)까지 이어졌다.
이후 동쪽으로 던다스 스트리트는 영 스트리트에서 볼튼 애비뉴까지 이어지던 윌튼 애비뉴를 따라갔고 노면전차 선로는 1916년에 빅토리아 스트리트에서 브로드뷰 애비뉴까지, 1921년 이후에는 던다스 스트리트 서쪽의 선로와 연결되었다.
이 주택가들이 직선으로 이어지지 않았기 때문에 던다스 노면전차는 구불구불하기만 하였다. 가장 구불거리는 구간은 배서스트 스트리트로, 노면전차가 기존 아서 스트리트에서 남쪽으로 꺾어져 배서스트를 따라간 뒤 기존 세인트패트릭 스트리트를 따라갔다. 이후 토론토시는 도로를 변형하여 커브를 줄이고 던다스 스트리트를 직선화하였다. 던다스 스트리트의 킹스턴 로드 연장은 1950년대에 이루어졌는데, 주택 여러 채가 철거되었고 여러 주택가와 골목길을 따라 새로운 간선 도로를 놓게 되었다.

### 시내의 끝자락
던다스 스트리트가 동쪽으로 연장되면서 노면전차도 그 수순을 따랐다. 칼리지와 하보드 노면전차는 영 스트리트를 지나 던다스 스트리트 이스트를 따라 브로드뷰까지 이어졌다. 던다스 노면전차는 1921년 8월 30일에 지어진 시청 루프에서 종착하였는데, 던다스 차량은 던다스에서 베이, 루이사, 제임스, 알버트를 따라 회차하였다. 1930년 11월 3일, 엘리자베스 스트리트에 선로가 놓이면서 던다스 노면전차는 베이 노면전차와 맞물리지 않고 시청까지 운행하였다.
1942년에 영 지하철을 계획할 때 던다스는 주요 간선 도로였기 때문에 지하철역이 생길 거라는 점은 이견이 없었다. 하지만 당시 던다스는 시내와 교외 사이 지역으로 이 역이 교외 노선의 환승 지점이 될 지, 아니면 단순히 목적지가 될 지는 생각해봐야 했다. 1942년에 애들레이드 스트리트를 따라 놓을 지하 노면전차 계획안에 따르면 던다스 노면전차가 트리니티 벨우즈 공원에서 던다스를 벗어나 지하로 진입하여 시내로 향하고 하보드 노면전차는 던다스와 스파다이나에서 동쪽으로 완행 운행할 예정이였다. 이 계획은 1946년에 영 스트리트에 지하철을 놓고 퀸에 지하 노면전차 승강장을 짓는 방안으로 답습하였다.
영 지하철이 1954년 3월 30일에 개통할 당시 던다스역은 여느 지하철역과 다름 없는 보통의 역이였다. 당시 이턴 센터도 존재하지 않았고, 던다스 노면 전차는 역 남서쪽의 시청 앞에서 종착하였다. 던다스역은 상대식 승강장에 두 개의 분리된 개찰구 형태로 개찰구 밖을 나가지 않고서는 반대편 승강장으로 갈 수는 없었다. 이에 따라 각 출입구에는 행선지가 명시되었고 승강장 간을 이동할 수 없는 지하철역은 던다스가 유일하였고 지금도 그러하다. 이렇게 지어진 이유는 이 지역의 기반암이 지상과 가까웠던 점이였는데, 던다스역은 가장 얕은 지하철역으로 더 밑으로 내려가려면 발파 작업을 거쳐야 했다. 킹과 칼리지역은 조금 더 깊게 지어 두 승강장을 잇는 통로를 만들 수 있었는데, 던다스는 그렇게 하지 못하였다.
던다스역은 외부 역 건물이 존재하진 않지만 지하 부분은 영 지하철의 다른 역과 같이 깔끔하고 현대적인 모습을 갖추었다. 벽은 노란색 건축용 타일과 검은색 테두리로 이루어졌고 개찰 공간에는 커다란 유리벽과 둥근 외곽의 스테인레스 재질 개찰구가 설치되었다.

### 주요 역으로 발거듭
던다스역은 이후 25년동안 그 모습 그대로를 유지하였지만 동네는 급격하게 모습이 바뀌었다. 토론토의 시내는 팽창하였고 유니버시티선과 블루어-댄포스선이 개통하면서 퀸 스트리트의 동서 간선 도로로써의 주요성이 블루어 스트리트와 댄포스 애비뉴에 비해 줄어들었다. 블루어-댄포스선이 개통할 때 하보드 노면전차는 자취를 감추었고 던다스 노면전차는 일부는 여전히 시청에서 종착하였지만 던다스 웨스트역에서 브로드뷰역까지 운행하였다.
더 중요한 점은 티모시 이턴사가 시내 지점을 새로 단장하고자 영 스트리트 서쪽에 퀸에서 던다스까지 새로운 쇼핑몰과 오피스 빌딩을 짓기로 하였다. 이턴 회사는 1920년에 새로운 쇼핑 센터를 지을 계획을 확정하였을 때 이 부지 대부분을 매입하였다. 이턴 센터 공사는 1974년에 시작하였고 TTC는 이에 따라 시청 루프를 폐쇄하고 중간 종착하는 노면전차의 종점을 영 동쪽에 있는 처치 스트리트로 이전하였다. 1977년에 개장한 이턴 센터는 구 시청 북쪽에 있던 특매장과 칼리지와 영에 있던 지점을 교체하였다.
블록버스터 급의 이턴 센터는 토론토 지하철과 바로 연결되었고 퀸과 던다스역에 보행자 통로가 설치되었다. 이턴 센터 공사에 따라 영과 던다스 남서쪽에 있던 계단은 쇼핑몰로 이어지는 출입구로 대체되었다. 이와 동시에 선로 바로 밑에 두 승강장을 잇는 연결 통로가 개통하였는데, 이는 여전히 개찰구 밖에 위치해있다.
이턴 센터가 지어진 뒤에 1970년대 말에 포드 호텔을 허물고 지어진 100만 평방피트 (92,900 제곱미터) 규모의 오피스와 상업 단지인 에이트리움 온 베이를 짓는 작업이 시작되었다. 에이트리움 온 베이는 1981년에 개장하였고 지하층은 남쪽 방면 승강장과 연결되었다. 이에 따라 던다스역의 승객 수는 기하급수적으로 증가하였고 TTC는 1980년대에 기존 비트로라이트 유리 타일을 교체하는 작업에 들어갔다.

### 타일 논란
비트로라이트는 1900년에 인디애나주 인디애나폴리스의 매리에타 제조회사에서 만들어낸 건축용 유리 타일로, 대리석보다 40% 더 견고하고 색상이 더욱 다양하다. 비트로라이트는 1920년대에 아트 데코 건축양식의 일환으로 자주 쓰였으나 대공황 이후에는 그 인기가 점차 시들어갔다. 토론토 교통국이 영 지하철을 지을 때 비트로라이트는 이미 촌스러웠고 이 유리 타일을 생산하던 미국의 회사들은 1960년에 다다라서 대부분 제조를 중단하였다.
시간이 지나면서 토론토 지하철역의 비트로라이트는 부러지거나 깨졌으며 이 타일을 교체할 수 있는 마땅한 방법이 존재하지 않았다. 토론토 교통국이 영 지하철 노선의 보수 공사를 할 때, 이 비트로라이트 유리를 시중에 파는 세라믹 타일로 교체하는 방안을 추진하였다. 던다스역의 타일은 89만 달러의 예산으로 교체되었고, 이에 대한 비판이 적지 않았다.
TTC는 던다스역 외벽을 녹색-노란색 세라믹 타일로 교체하였는데 대부분의 승객들은 외벽이 매력이 없다고 질타하였다. 1982년 11월 10일 토론토 스타지의 따르면 승객들은 외벽을 구토물 같거나 흉물이라고 표현하였으며, 이 의견은 몇십 년이 지난 뒤에도 별로 달라지지 않았다. 산업 심리학자인 로버트 포트빈은 외벽을 교체할 때 컬러 코디네이터를 채용하거나 여론을 수용하지 못한 점을 비판하였다. "컬러 컨설턴트"인 줄리아 마천드는 이 색상이 역을 이용하는 적지 않은 사람들에게 부정적인 영향을 미치고 이는 대중적으로 좋지 않은 현상이라고 밝혔다.
비판 세례를 받은 교통국은 1984년에 지역 미술가인 찰스 패처가 녹색-노란색 타일을 지역과 던다스 노면전차를 상징하는 벽화로 대체하는 방안을 심각하게 고려했지만 패처는 칼리지역에 이미 메이플리프 가든스 하키 경기장을 상징하는 카나디앵 드 몽레알과 토론토 메이플리프스 하키 팀을 그린 바가 있었다. 교통국은 패처의 디자인을 긍정적으로 바라보았다. 하지만 패처의 계획안은 패처의 칼리지 및 던다스역 벽화가 별다른 상의 없이 이루어졌다는 점에서 파문이 일어 교통국 측은 주 정부의 윈타리오 프로그램을 통해 9만 8천 달러의 지원금을 받을 때까지 유보하기로 하였다. 그 지원금은 받지 못했고 던다스역의 외벽은 교체되지 않았다.

### 사건사고
1997년 9월 27일, 조현병 환자인 허버트 청이 23세 찰린 민코우스키를 승강장에서 밀어 숨지게 하였다. 청은 이 사건으로 15년 동안 가석방 없는 무기징역을 선고받았다.
2014년 8월 4일, 아샤드 사지드 (44)가 토론토 교통국 직원을 오후 3시 25분경에 성추행한 혐의로 체포되었고 징역 45일과 18개월 동안 지하철 출입 금지를 선고받았다. 사지드는 또한 벌금 200달러와 피해자에게 250달러를 손해배상할 것을 선고받았다.

## 역 구조
영과 던다스 스트리트에 위치한 이 역은 세 층에 걸쳐있으며 교차로 네 모퉁이에 출입구가 나있다. 이 중 북서쪽 출입구를 제외하고 나머지 출입구는 모두 휠체어 승객도 이용할 수 있다. 남동, 남서, 북동쪽 출입구는 각각 영 던다스 스퀘어, 이턴 센터와 던다스 이스트 10번지 건물 내부에 위치해있다. 역으로 이어지는 모든 엘리베이터는 토론토 교통국이 아니라 각 건물에서 유지보수한다.
던다스역은 토론토에서 북쪽 승강장과 남쪽 승강장이 협소한 공간 때문에 유일하게 분리된 역으로 각 방향에 따라 다른 출입구를 이용해야 한다. 요금을 낸 이후에 잘못된 승강장으로 들어갈 경우에는 환승 표 기계에서 환승 표를 가져간 다음 개찰구 밖으로 나와 반대쪽 승강장 개찰구에서 직원에게 환승 표를 보여줘야 한다.
이 역에서는 지하로 토론토 이턴 센터와 던다스 이스트 10번지, 에이트리움 온 베이 등의 건물로 이어져있으며, PATH 지하 통로로 연결되어있는 다섯 개 지하철역 중 하나이다.

## 대중교통 연결편
던다스역에서 갈아탈 수 있는 버스 및 노면전차 노선은 아래와 같다. 지하철에서 지상 교통으로 갈아타려면 역 밖에 있는 정류장에서 갈아타야 하며 이 때 프레스토 카드나 환승 표 등 출발 지점에서 요금을 납부했다는 증명이 필요하다.
|  |  |  |

|  |  |  |

|  |  |  |

|  |  |  |

|  |

|  |  |  |

|  |  |  |

|  |  |  |

|  |  |  |  |  |  |  |

|  |  |  |  |  |  |  |

|  |  |  |

| 플로렌스 |
| 애본데일 |

|  |  |  |

|  |  |  |

|  |  |  |

|  |  |  |

|  |  |  |

|  |  |  |

|  |  |  |

| 에스고어 |
| 윌슨     |

|  |  |  |

|  |  |  |

|  |  |  |

|  |  |  |

|  |  |  |  |  |

|  |  |  |

|  |  |  |

|  |  |  |

|  |  |  |

|  |  |  |

|  |  |  |  |  |

|  |  |  |

|  |  |  |

|  |  |  |

|  |  |  |  |  |

|  |  |  |

|  |  |  |  |  |

|  |  |  |  |  |

|  |  |  |  |  |

|  |  |  |  |  |

|  |  |  |  |  |  |  |

|  |  |  |  |  |  |  |

|  |  |  |  |  |  |  |

|  |  |  |  |  |

|  |  |  |  |  |

|  |  |  |  |  |

|  |  |  |  |  |  |  |

|  |  |  |

|  |  |  |

|  |  |  |

|  |  |  |

|  |

|  |  |  |

|  |  |  |

|  |  |  |

|  |  |  |  |  |  |  |

|  |  |  |  |  |  |  |

|  |  |  |

| 플로렌스 |
| 애본데일 |

|  |  |  |

|  |  |  |

|  |  |  |

|  |  |  |

|  |  |  |

|  |  |  |

|  |  |  |

| 에스고어 |
| 윌슨     |

|  |  |  |

|  |  |  |

|  |  |  |

|  |  |  |

|  |  |  |  |  |

|  |  |  |

|  |  |  |

|  |  |  |

|  |  |  |

|  |  |  |

|  |  |  |  |  |

|  |  |  |

|  |  |  |

|  |  |  |

|  |  |  |  |  |

|  |  |  |

|  |  |  |  |  |

|  |  |  |  |  |

|  |  |  |  |  |

|  |  |  |  |  |

|  |  |  |  |  |  |  |

|  |  |  |  |  |  |  |

|  |  |  |  |  |  |  |

|  |  |  |  |  |

|  |  |  |  |  |

|  |  |  |  |  |

|  |  |  |  |  |  |  |

|  |  |  |

|  |  |  |

|  |  |  |

|  |  |  |

|  |

|  |  |  |

|  |  |  |

|  |  |  |

|  |  |  |  |  |  |  |

|  |  |  |  |  |  |  |

|  |  |  |

| 플로렌스 |
| 애본데일 |

|  |  |  |

|  |  |  |

|  |  |  |

|  |  |  |

|  |  |  |

|  |  |  |

|  |  |  |

| 에스고어 |
| 윌슨     |

|  |  |  |

|  |  |  |

|  |  |  |

|  |  |  |

|  |  |  |  |  |

|  |  |  |

|  |  |  |

|  |  |  |

|  |  |  |

|  |  |  |

|  |  |  |  |  |

|  |  |  |

|  |  |  |

|  |  |  |

|  |  |  |  |  |

|  |  |  |

|  |  |  |  |  |

|  |  |  |  |  |

|  |  |  |  |  |

|  |  |  |  |  |

|  |  |  |  |  |  |  |

|  |  |  |  |  |  |  |

|  |  |  |  |  |  |  |

|  |  |  |  |  |

|  |  |  |  |  |

|  |  |  |  |  |

|  |  |  |  |  |  |  |

|  |  |  |

|  |  |  |

|  |  |  |

|  |  |  |

|  |

|  |  |  |

|  |  |  |

|  |  |  |

|  |  |  |  |  |  |  |

|  |  |  |  |  |  |  |

|  |  |  |

| 플로렌스 |
| 애본데일 |

|  |  |  |

|  |  |  |

|  |  |  |

|  |  |  |

|  |  |  |

|  |  |  |

|  |  |  |

| 에스고어 |
| 윌슨     |

|  |  |  |

|  |  |  |

|  |  |  |

|  |  |  |

|  |  |  |  |  |

|  |  |  |

|  |  |  |

|  |  |  |

|  |  |  |

|  |  |  |

|  |  |  |  |  |

|  |  |  |

|  |  |  |

|  |  |  |

|  |  |  |  |  |

|  |  |  |

|  |  |  |  |  |

|  |  |  |  |  |

|  |  |  |  |  |

|  |  |  |  |  |

|  |  |  |  |  |  |  |

|  |  |  |  |  |  |  |

|  |  |  |  |  |  |  |

|  |  |  |  |  |

|  |  |  |  |  |

|  |  |  |  |  |

|  |  |  |  |  |  |  |

|  |

|  |  |  |

|  |  |  |

|  |  |  |

|  |  |  |  |  |  |  |

|  |  |  |  |  |  |  |

|  |  |  |

| 플로렌스 |
| 애본데일 |

|  |  |  |

|  |  |  |

|  |  |  |

|  |  |  |

|  |  |  |

|  |  |  |

|  |  |  |  |  |

|  |  |  |

|  |  |  |

|  |  |  |

|  |  |  |  |  |

|  |  |  |  |  |

|  |  |  |

|  |  |  |  |  |

|  |  |  |

|  |  |  |

|  |  |  |

|  |  |  |  |  |

|  |  |  |

|  |  |  |  |  |

|  |  |  |  |  |

|  |  |  |  |  |

|  |  |  |  |  |

|  |  |  |  |  |  |  |

|  |  |  |  |  |  |  |

|  |  |  |  |  |  |  |

|  |  |  |  |  |

|  |  |  |  |  |

|  |  |  |  |  |

|  |  |  |  |  |  |  |

|  |

|  |  |  |

|  |  |  |

|  |  |  |

|  |  |  |  |  |  |  |

|  |  |  |  |  |  |  |

|  |  |  |

| 플로렌스 |
| 애본데일 |

|  |  |  |

|  |  |  |

|  |  |  |

|  |  |  |

|  |  |  |

|  |  |  |

|  |  |  |  |  |

|  |  |  |

|  |  |  |

|  |  |  |

|  |  |  |  |  |

|  |  |  |  |  |

|  |  |  |

|  |  |  |  |  |

|  |  |  |

|  |  |  |

|  |  |  |

|  |  |  |  |  |

|  |  |  |

|  |  |  |  |  |

|  |  |  |  |  |

|  |  |  |  |  |

|  |  |  |  |  |

|  |  |  |  |  |  |  |

|  |  |  |  |  |  |  |

|  |  |  |  |  |  |  |

|  |  |  |  |  |

|  |  |  |  |  |

|  |  |  |  |  |

|  |  |  |  |  |  |  |

|  |

|  |  |  |

|  |  |  |

|  |  |  |

|  |  |  |  |  |  |  |

|  |  |  |  |  |  |  |

|  |  |  |

| 플로렌스 |
| 애본데일 |

|  |  |  |

|  |  |  |

|  |  |  |

|  |  |  |

|  |  |  |

|  |  |  |

|  |  |  |  |  |

|  |  |  |

|  |  |  |

|  |  |  |

|  |  |  |  |  |

|  |  |  |  |  |

|  |  |  |

|  |  |  |  |  |

|  |  |  |

|  |  |  |

|  |  |  |

|  |  |  |  |  |

|  |  |  |

|  |  |  |  |  |

|  |  |  |  |  |

|  |  |  |  |  |

|  |  |  |  |  |

|  |  |  |  |  |  |  |

|  |  |  |  |  |  |  |

|  |  |  |  |  |  |  |

|  |  |  |  |  |

|  |  |  |  |  |

|  |  |  |  |  |

|  |  |  |  |  |  |  |

|  |

|  |  |  |

|  |  |  |

|  |  |  |

|  |  |  |  |  |  |  |

|  |  |  |  |  |  |  |

|  |  |  |

| 플로렌스 |
| 애본데일 |

|  |  |  |

|  |  |  |

|  |  |  |

|  |  |  |

|  |  |  |

|  |  |  |

|  |  |  |  |  |

|  |  |  |

|  |  |  |

|  |  |  |

|  |  |  |  |  |

|  |  |  |  |  |

|  |  |  |

|  |  |  |  |  |

|  |  |  |

|  |  |  |

|  |  |  |

|  |  |  |  |  |

|  |  |  |

|  |  |  |  |  |

|  |  |  |  |  |

|  |  |  |  |  |

|  |  |  |  |  |

|  |  |  |  |  |  |  |

|  |  |  |  |  |  |  |

|  |  |  |  |  |  |  |

|  |  |  |  |  |

|  |  |  |  |  |

|  |  |  |  |  |

|  |  |  |  |  |  |  |

|  |  |  |  |  |

|  |  |  |  |  |

|  |  |  |  |  |

|  |  |  |  |  |

|  |  |  |  |  |

|  |  |  |  |  |

|  |  |  |  |  |

|  |  |  |  |  |

|  |  |  |  |  |

|  |  |  |  |  |

|  |  |  |  |  |

|  |  |  |  |  |

|  |  |  |

|  |  |  |

|  |  |  |

|  |  |  |

|  |  |  |

|  |  |  |  |  |  |  |

|  |  |  |  |  |

|  |  |  |  |  |

|  |  |  |

|  |  |  |  |  |

|  |  |  |

|  |  |  |

|  |  |  |

|  |  |  |  |  |

|  |  |  |  |  |

|  |  |  |  |  |

|  |  |  |

|  |  |  |

|  |  |  |

|  |  |  |

|  |  |  |

|  |  |  |  |  |

|  |  |  |  |  |

|  |  |  |

|  |  |  |

|  |  |  |  |  |

|  |  |  |  |  |

|  |  |  |  |  |

|  |  |  |  |  |

|  |  |  |  |  |

|  |  |  |  |  |

|  |  |  |  |  |

|  |  |  |  |  |

|  |  |  |  |  |

|  |  |  |  |  |

|  |  |  |  |  |

|  |  |  |  |  |

|  |  |  |

|  |  |  |

|  |  |  |

|  |  |  |

|  |  |  |

|  |  |  |  |  |  |  |

|  |  |  |  |  |

|  |  |  |  |  |

|  |  |  |

|  |  |  |  |  |

|  |  |  |

|  |  |  |

|  |  |  |

|  |  |  |  |  |

|  |  |  |  |  |

|  |  |  |  |  |

|  |  |  |

|  |  |  |

|  |  |  |

|  |  |  |

|  |  |  |

|  |  |  |  |  |

|  |  |  |  |  |

|  |  |  |

|  |  |  |

|  |  |  |  |  |

|  |  |  |  |  |

|  |  |  |  |  |

|  |  |  |  |  |

|  |  |  |  |  |

|  |  |  |  |  |

|  |  |  |  |  |

|  |  |  |  |  |

|  |  |  |  |  |

|  |  |  |  |  |

|  |  |  |  |  |

|  |  |  |  |  |

|  |  |  |

|  |  |  |

|  |  |  |

|  |  |  |

|  |  |  |

|  |  |  |  |  |  |  |

|  |  |  |  |  |

|  |  |  |  |  |

|  |  |  |

|  |  |  |  |  |

|  |  |  |

|  |  |  |

|  |  |  |

|  |  |  |  |  |

|  |  |  |  |  |

|  |  |  |  |  |

|  |  |  |

|  |  |  |

|  |  |  |

|  |  |  |

|  |  |  |

|  |  |  |  |  |

|  |  |  |  |  |

|  |  |  |

|  |  |  |

|  |  |  |  |  |

|  |  |  |  |  |

|  |  |  |  |  |

|  |  |  |  |  |

|  |  |  |  |  |

|  |  |  |  |  |

|  |  |  |  |  |

|  |  |  |  |  |

|  |  |  |  |  |

|  |  |  |  |  |

|  |  |  |  |  |

|  |  |  |  |  |

|  |  |  |

|  |  |  |

|  |  |  |

|  |  |  |

|  |  |  |

|  |  |  |  |  |  |  |

|  |  |  |  |  |

|  |  |  |  |  |

|  |  |  |

|  |  |  |  |  |

|  |  |  |

|  |  |  |

|  |  |  |

|  |  |  |  |  |

|  |  |  |  |  |

|  |  |  |  |  |

|  |  |  |

|  |  |  |

|  |  |  |

|  |  |  |

|  |  |  |

|  |  |  |  |  |

|  |  |  |  |  |

|  |  |  |

|  |  |  |

## 사진첩

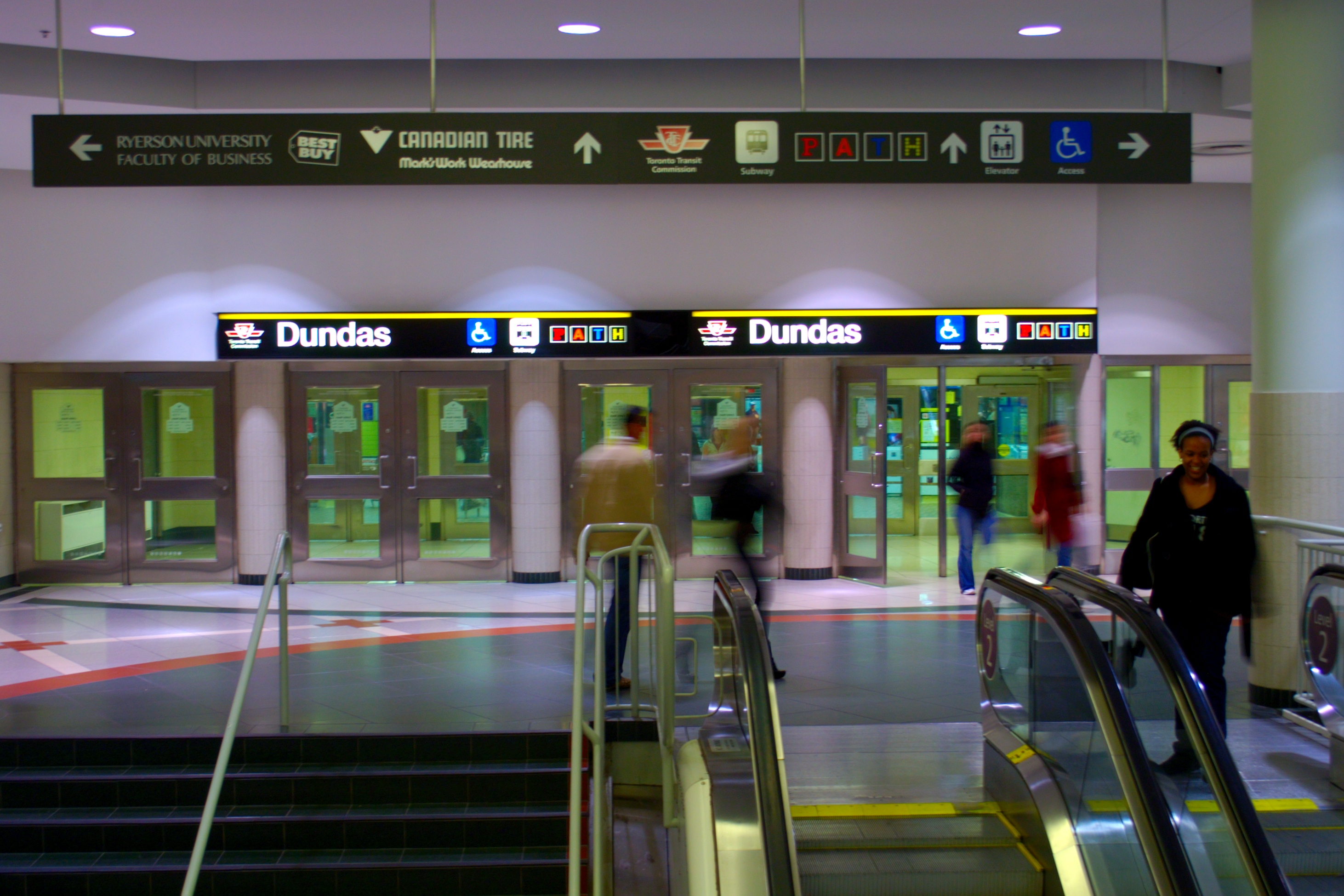
이턴 센터 출입구
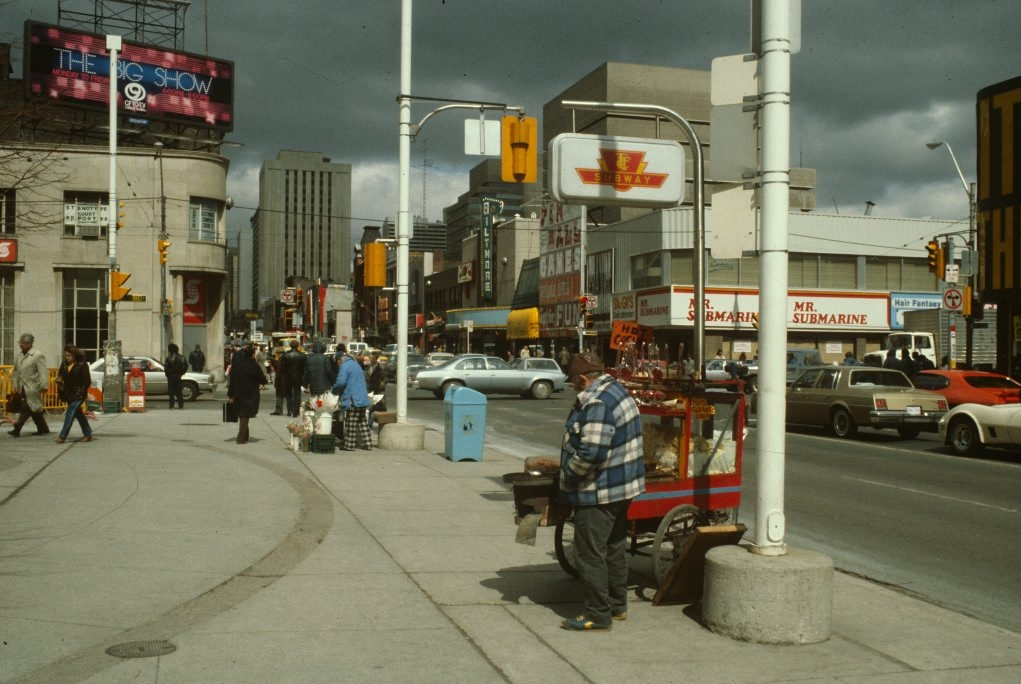
1985년 영 & 던다스
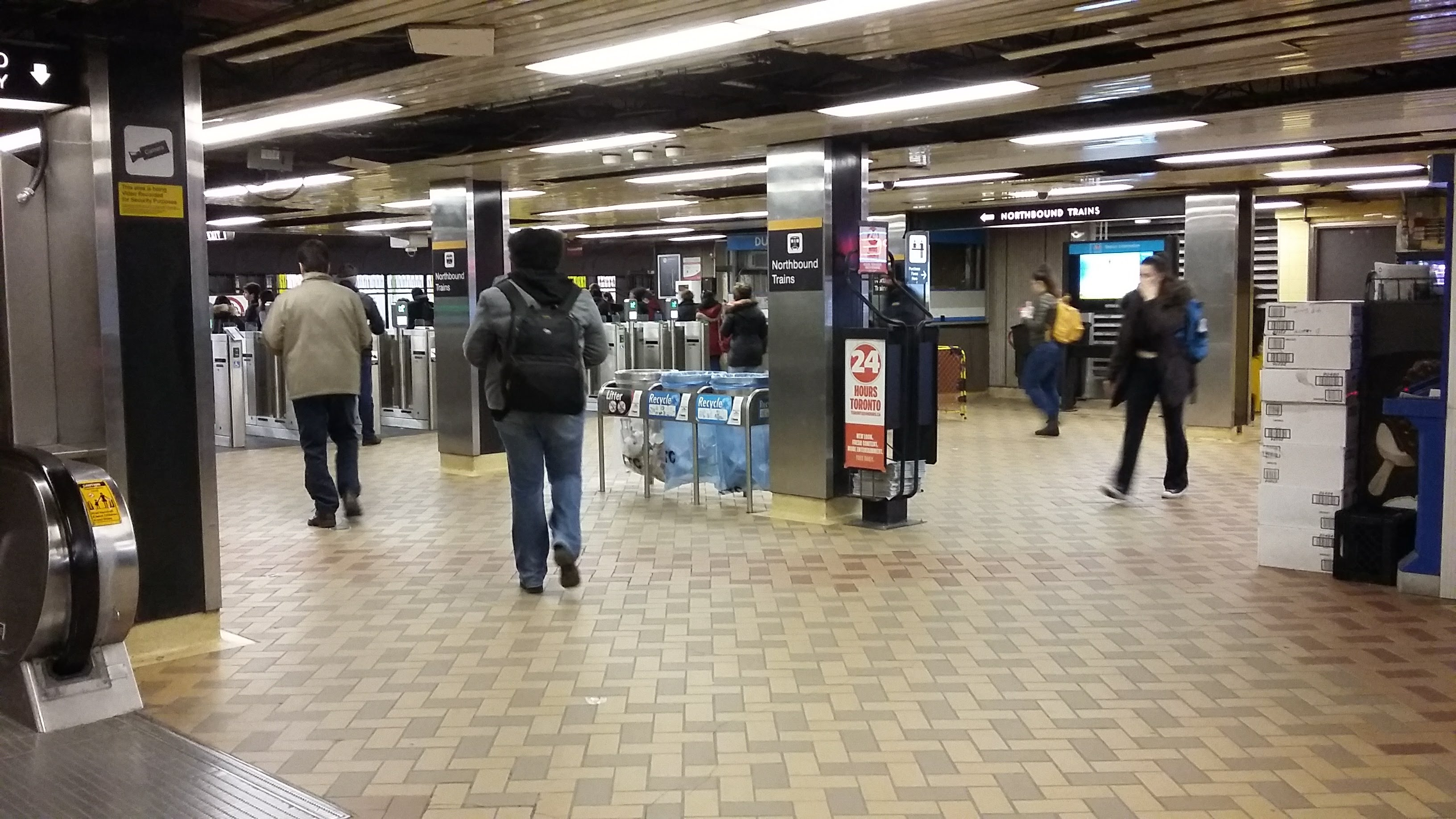
핀치 방면 개찰구
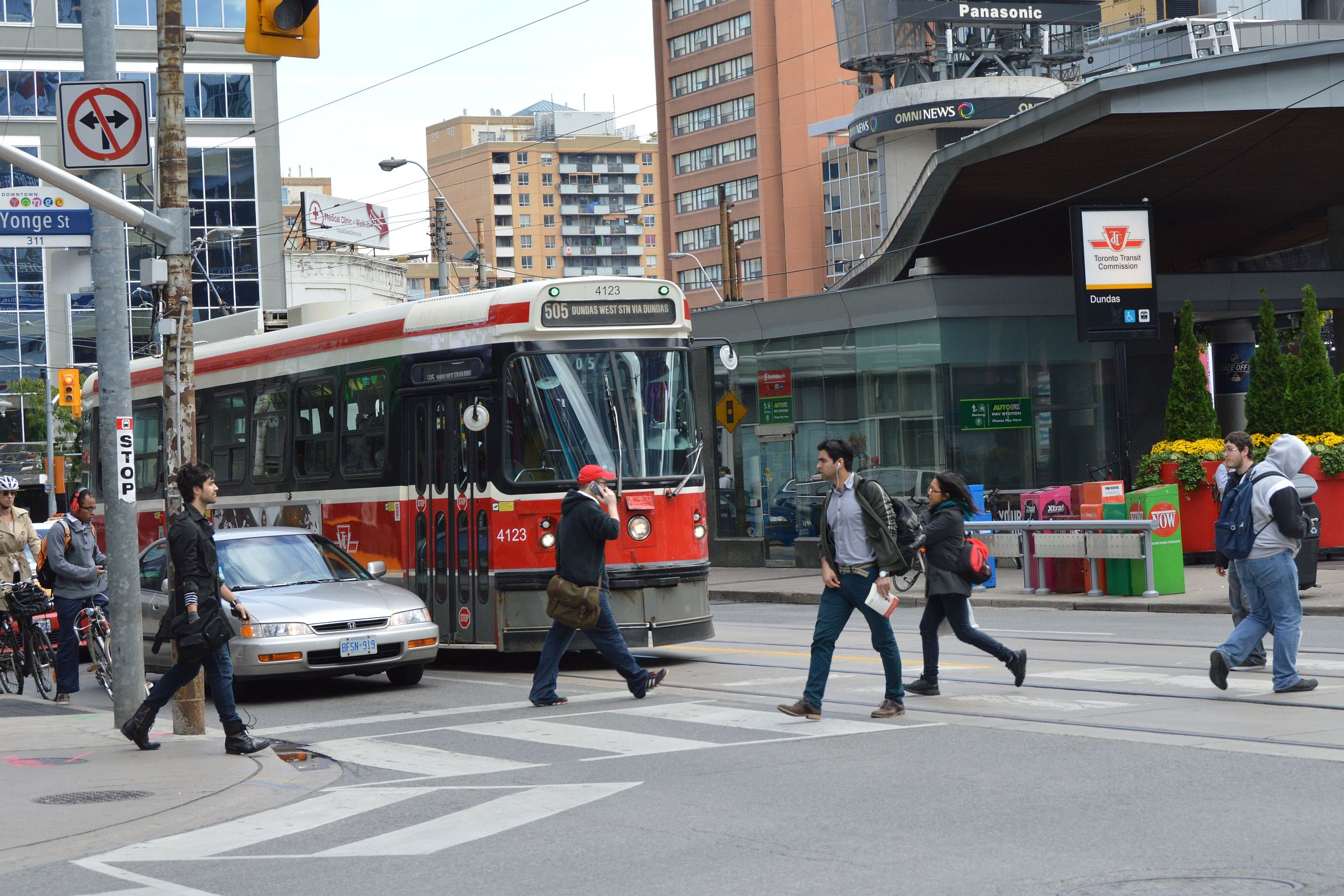
505번 던다스 노면전차
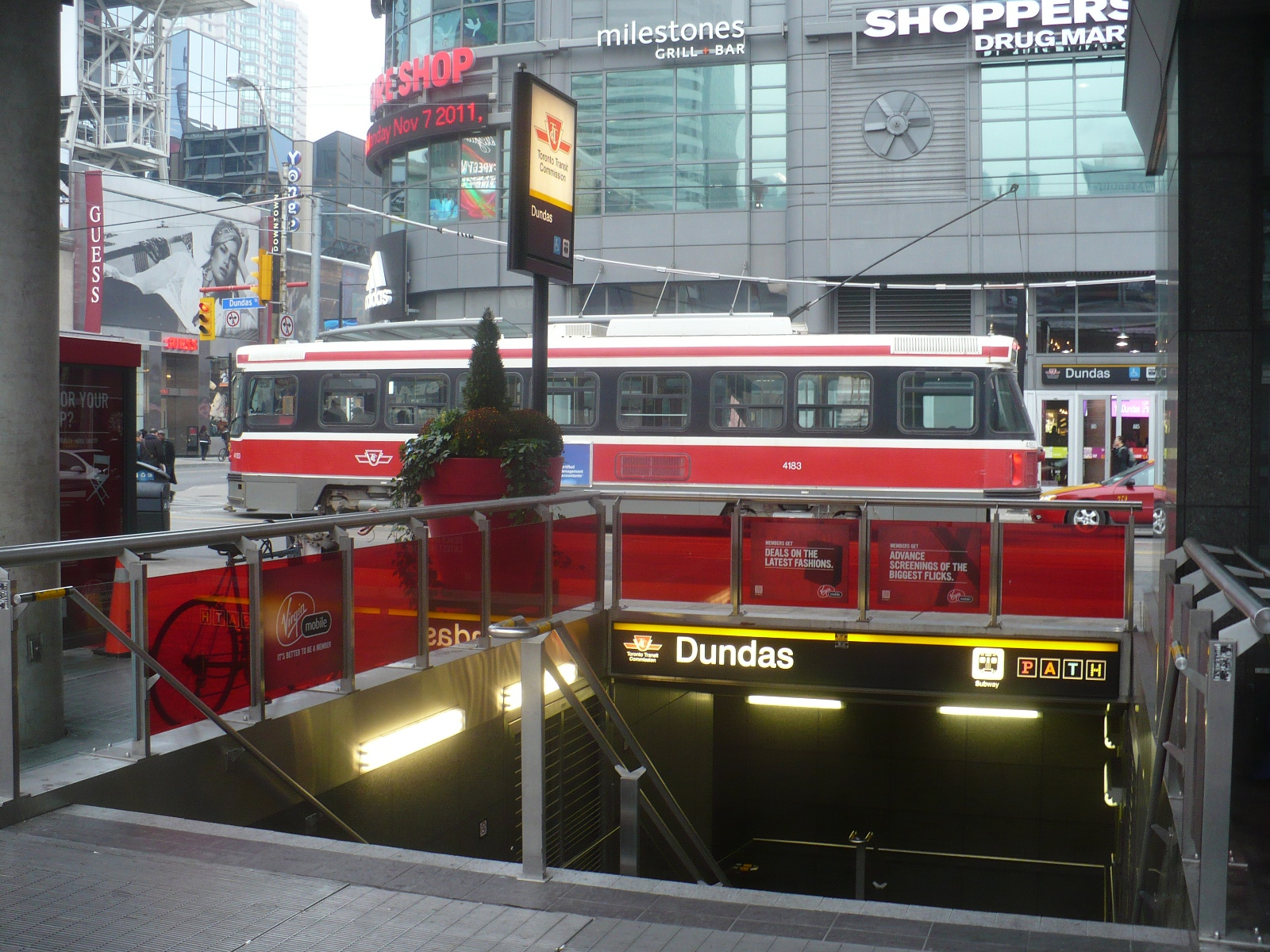
영 던다스 스퀘어 출입구

## 인접한 역
| 1호선 영-유니버시티 | 1호선 영-유니버시티 | 1호선 영-유니버시티          |
| ------------------- | ------------------- | ---------------------------- |
| 칼리지 핀치 방면    | 1호선 영-유니버시티 | 퀸 본 메트로폴리탄 센터 방면 |